# Camphin-en-Carembault
Camphin-en-Carembault è un comune francese di 1 690 abitanti situato nel dipartimento del Nord nella regione dell'Alta Francia.

## Società

### Evoluzione demografica
Abitanti censiti